# Jan Hårstad
Jan Hårstad, född 23 april 1943 i Trondheim, är en norsk skådespelare.
Han debuterade som Orm i Kristin Lavransdatter under sin elevtid vid Trøndelag Teater 1960. Han var anställd vid denna teater 1964–1966 och vid Rogaland Teater 1966–1968, och har sedan dess varit vid Nationaltheatret, avbrutet av fyra säsonger vid Fjernsynsteatret och gästroller vid teatrar runt om i Norge.
Hårstad har spelat över åttio roller både i den klassiska och moderna repertoaren. Han deltog i Nationaltheatrets uppsökande gruppteaterverksamhet i styckena Svartkatten och Pendlere, och gjorde med inlevelse och kraft ett starkt intryck som Mitch i Tennessee Williams Linje Lusta samt som Weston i Fjernsynsteatrets uppsättning av Sam Shepards Den svältande klassens förbannelse. Han har även spelat Kungen i Resan till julstjärnan, assessor Brack i Hedda Gabler, Relling och Werle i Vildanden och flera roller i Nationaltheatrets olika Peer Gynt-uppsättningar. Han har också medverkat i TV-serier och film.